# Cancan
Cancan je vrsta brzog plesa u dvočetvrtinskom taktu koji se izvodi primjerice na balovima ili u kabaretu. Pojavio se 1830ih na balovima u Montparnasseu. U prvo vrijeme se zvao "chahut" ili  chahut, chahut-cancan (znači skandalozni). Konzervativno društvo i moralisti nisu odobravali pojavu cancana.
Godine 1850. Celeste Mogador, profesionalna plesačica, izmislila je verziju cancana u kome plesačice plešu u redu licem okrenute publici. Taj ples će kasnije dobiti ime "francuski cancan". Francuski can can ima živ i vrlo brz ritam, a plesačice moraju pokazati agilnost koja graniči s akrobatikom. Nose duge crne čarape i duge haljine koje podižu i njima mašu. Ponekad u izvođenju sudjeluju i muškarci. Francuski cancan je brzo osvojio klubove u Parizu, iako je imao reputaciju seksualno provokativnog plesa.
Najpoznatiju verziju cancana stvorio je Jacques Offenbach (galop iz njegove komične opere Orfej u podzemlju). I danas se izvodi diljem svijeta.
Can can je bio inspiracija brojnih skladatelja, slikara i filmskih umjetnika.

## Poznate plesačice
| - Céleste Mogador - Marguerite Badel, genannt Rigolboche - Camélia Trompe-la-Mort - La Glu - Cri-Cri - Vol-au-Vent - Lili Jambes-en-l'air - La Môme Fromage - La Vénus de Bastringue - Rayon d'Or - Demi-Siphon - Muguet la Limonière - Églantine - Sauterelle | - Cléopâtre - Cascadienne - Cha-U-Kao - Pâquerette - Torpille - Galipette - Gavrochinette - La Goulue (1866–1929) - Grille d'Égout - Fil de Fer - Pomme d'Amour - Jane Avril (1868–1943) - Nini Patte-en-l'air (1884–1930) - Saharet (1879–1942) |